# Вулиця Замкова (Тернопіль)
Ву́лиця За́мкова (за Австро-Угорщини — Замкова, за Польщі — Замкова, за УРСР — Суворова) — вулиця в середмісті Тернополя, одна з найстаріших у місті.
Починається від вулиці Михайла Грушевського і закінчується на вулиці Руській, перетинається з Майданом Волі. Довжина вулиці — 550 м.
Від Замкової за готелем «Тернопіль» починається Старий Ринок.

## Історія
Назва вулиці походить від розташованого тут Старого замку. Неподалік замку з XVIII століття стояла стара крохмальня, пізніше перетворена на казарми і житло для офіцерів.
До Другої світової війни від Замкової до ставу йшла вуличка Жаб'яча (польською Жаб'я). Сучасна Замкова остаточно сформувалася в період післявоєнної відбудови.
На вулиці щороку проводяться Всеукраїнські велосипедні перегони пам'яті майстра спорту Володимира Філіпенка.

## Архітектура

### Пам'ятки архітектури
Національного значення: Старий замок.
Місцевого значення: житловий будинок XIX ст. № 8-а (10-а), Павільйон (альтанка, 1948—1950).

## Установи
- Тернопільський обласний клінічний перинатальний центр «Мати і дитина»,
- Дитяча юнацька спортивна школа з греко-римської боротьби,
- Центр корекції зору,
- готель «Тернопіль»,
- заклади торгівлі.

## Транспорт
Автобусні маршрути №№ 13, 19, 36, 38, 39, 42, 49, тролейбус № 10.

## Світлини

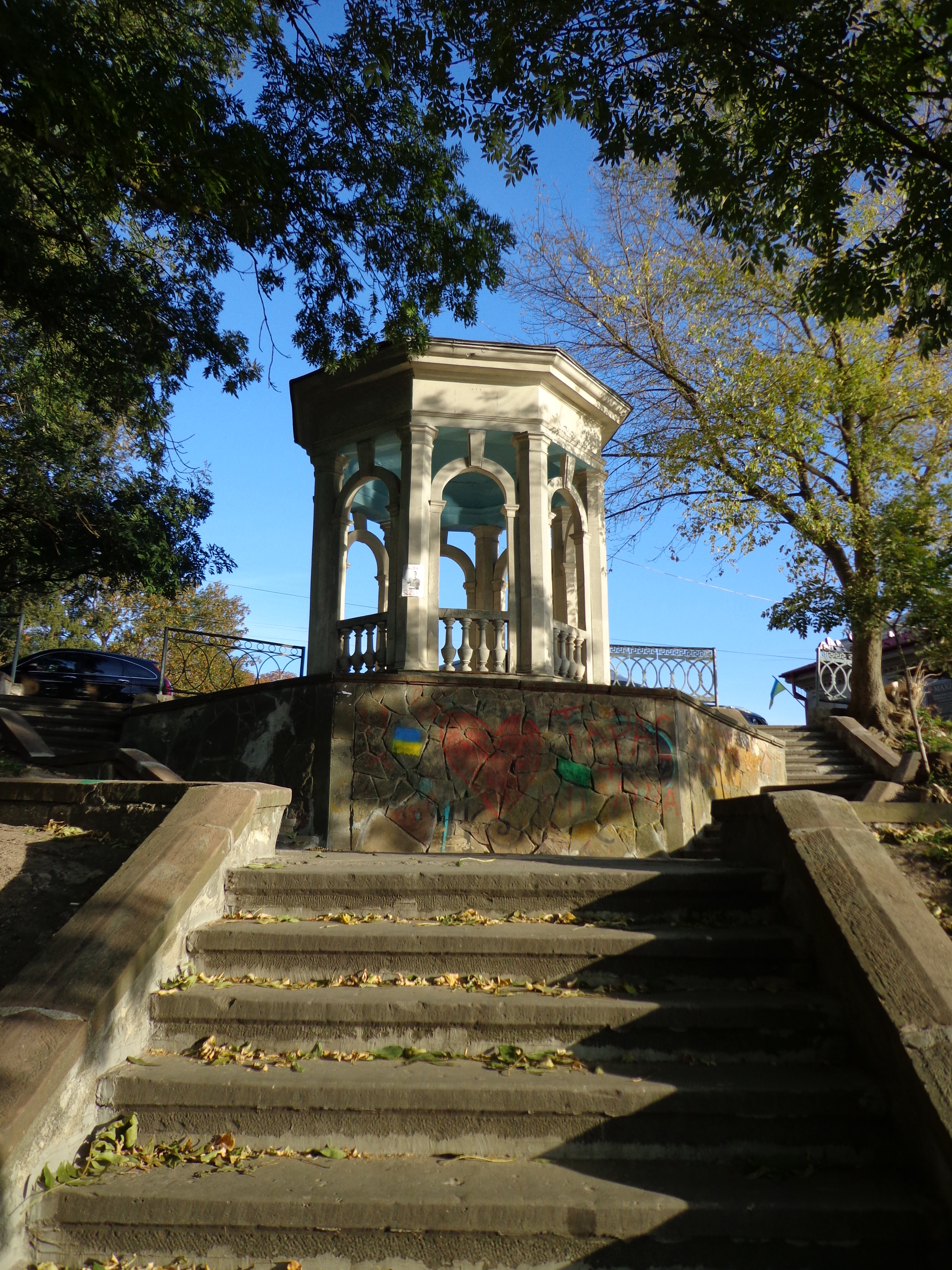
Павільйон (альтанка)
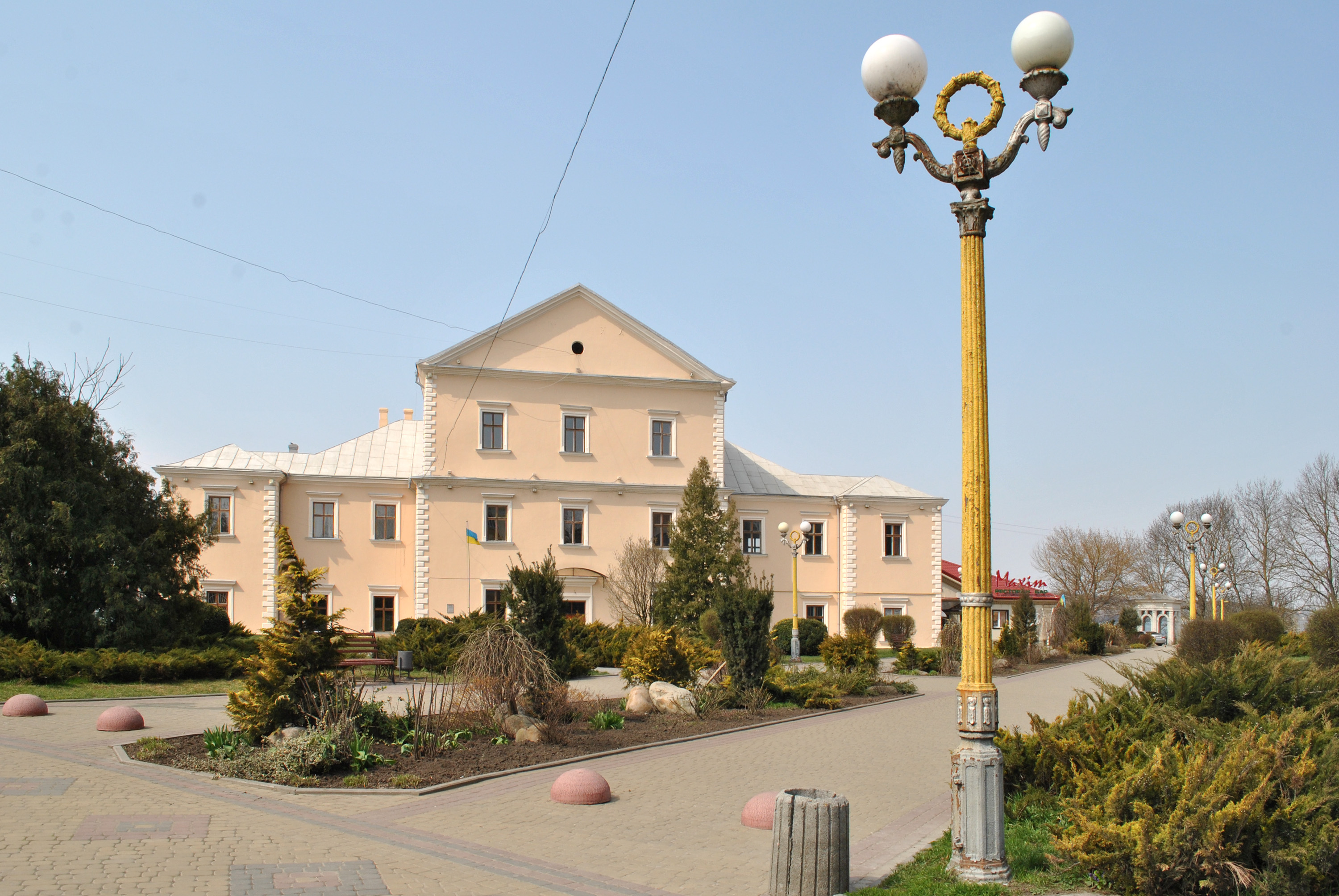
Вигляд на Старий замок з вулиці Замкової
Готель «Тернопіль» (2010 рік)
Готель «Тернопіль» (2012 рік)